# ベンブラッシュ
ベンブラッシュ (Ben Brush) は、19世紀末に活躍したアメリカ合衆国の競走馬。1896年にケンタッキーダービーに勝つなど活躍した。1955年アメリカ競馬の殿堂入り。
ベンブラッシュはケンタッキーダービーが現在と同じ10ハロンに短縮されて初めての勝ち馬である。ケンタッキーダービーは当時それほど権威の高い競走ではなかったが、彼はほかにシャンペンステークス（1894年）、サバーバンハンデキャップ（1897年）などにも優勝している。
のちに種牡馬としても成功し、1909年にはアメリカ種牡馬リーディング1位にまでなった。代表産駒スウィープ、ブルームスティックなどを通じて一時期一大父系を形成した。これらの父系はすでに全滅しているが、アメリカのサラブレッドの血統に与えた影響は少なくない。
1918年、ケンタッキー州のVersaillesで死亡、埋葬された。墓標にはなぜか1917年没と書かれている。

## 主な産駒
- スウィープ (Sweep) : ベルモントステークス、ローレンスリアライゼーションステークス
- デリー (Delhi) : ベルモントステークス
- ブルームスティック (Broomstick) : トラヴァーズステークス、首位種牡馬3回
- ペブルス (Pebbles) : メイトロンステークス
- ロレーヌ (Lorraine)

## 血統表
| ベンブラッシュの血統（ウェイバリー系（エクリプス系） / Iago 3x5=15.63%、 Lexington 4x5=9.38%） | ベンブラッシュの血統（ウェイバリー系（エクリプス系） / Iago 3x5=15.63%、 Lexington 4x5=9.38%） | ベンブラッシュの血統（ウェイバリー系（エクリプス系） / Iago 3x5=15.63%、 Lexington 4x5=9.38%） | （血統表の出典）     | （血統表の出典） |
| 父 Bramble 1875 鹿毛 アメリカ                                                                  | 父の父Bonnie Scotland 1853 鹿毛 イギリス                                                       | Iago                                                                                           | Don John             | Don John         |
| 父 Bramble 1875 鹿毛 アメリカ                                                                  | 父の父Bonnie Scotland 1853 鹿毛 イギリス                                                       | Iago                                                                                           | Scandal              |                  |
| 父 Bramble 1875 鹿毛 アメリカ                                                                  | 父の父Bonnie Scotland 1853 鹿毛 イギリス                                                       | Queen Mary                                                                                     | Gladiator            | Gladiator        |
| 父 Bramble 1875 鹿毛 アメリカ                                                                  | 父の父Bonnie Scotland 1853 鹿毛 イギリス                                                       | Queen Mary                                                                                     | Plenipotentiary Mare |                  |
| 父 Bramble 1875 鹿毛 アメリカ                                                                  | 父の母Ivy Leaf 1867 栗毛 アメリカ                                                              | Australian                                                                                     | West Australian      | West Australian  |
| 父 Bramble 1875 鹿毛 アメリカ                                                                  | 父の母Ivy Leaf 1867 栗毛 アメリカ                                                              | Australian                                                                                     | Emilia               |                  |
| 父 Bramble 1875 鹿毛 アメリカ                                                                  | 父の母Ivy Leaf 1867 栗毛 アメリカ                                                              | Bay Flower                                                                                     | Lexington            | Lexington        |
| 父 Bramble 1875 鹿毛 アメリカ                                                                  | 父の母Ivy Leaf 1867 栗毛 アメリカ                                                              | Bay Flower                                                                                     | Bay Leaf             |                  |
| 母 Roseville 1888 鹿毛 アメリカ                                                                | 母の父Reform 1871 青鹿毛 アメリカ                                                              | Leamington                                                                                     | Faugh-a-ballagh      | Faugh-a-ballagh  |
| 母 Roseville 1888 鹿毛 アメリカ                                                                | 母の父Reform 1871 青鹿毛 アメリカ                                                              | Leamington                                                                                     | Pantaloon Mare       |                  |
| 母 Roseville 1888 鹿毛 アメリカ                                                                | 母の父Reform 1871 青鹿毛 アメリカ                                                              | Stolen Kisses                                                                                  | Knight of Kars       | Knight of Kars   |
| 母 Roseville 1888 鹿毛 アメリカ                                                                | 母の父Reform 1871 青鹿毛 アメリカ                                                              | Stolen Kisses                                                                                  | Defamation           |                  |
| 母 Roseville 1888 鹿毛 アメリカ                                                                | 母の母Albia 1881 栗毛 アメリカ                                                                 | Alarm                                                                                          | Eclipse II           | Eclipse II       |
| 母 Roseville 1888 鹿毛 アメリカ                                                                | 母の母Albia 1881 栗毛 アメリカ                                                                 | Alarm                                                                                          | Maud                 |                  |
| 母 Roseville 1888 鹿毛 アメリカ                                                                | 母の母Albia 1881 栗毛 アメリカ                                                                 | Elastic                                                                                        | Kentucky             | Kentucky         |
| 母 Roseville 1888 鹿毛 アメリカ                                                                | 母の母Albia 1881 栗毛 アメリカ                                                                 | Elastic                                                                                        | Blue Ribbon F-No.A1  |                  |